# Nischnjaja Tura
Nischnjaja Tura (russisch Нижняя Тура) ist eine Stadt in der Oblast Swerdlowsk (Russland) mit 17.985 Einwohnern (Stand 2023).

## Geographie
Die Stadt liegt am Ostrand des Ural, etwa 250 km nördlich der Oblasthauptstadt Jekaterinburg, am Fluss Tura. In unmittelbarer Nähe, nur etwa 5 km westlich, schließt sich an Nischnjaja Tura praktisch nahtlos die weitaus größere, ehemals geheime und heute immer noch „geschlossene“ Stadt Lesnoi (ehemals Swerdlowsk-45) an.
Das Klima ist kontinental.
Die Stadt Nischnjaja Tura ist der Oblast administrativ direkt unterstellt. Der Stadt sind 21 Dörfer mit insgesamt 6.888 Einwohnern unterstellt, sodass die Gesamteinwohnerzahl der administrativen Einheit „Stadt Nischnjaja Tura“ 29.529 beträgt (Berechnung 2009).
Nischnjaja Tura liegt an einer bei der Station Wyja von der Eisenbahnstrecke Kuschwa (Station Goroblagodatskaja) – Serow abzweigenden 13 km langen Stichstrecke (nur Güterverkehr).

## Geschichte
Nischnjaja Tura entstand 1754 als Siedlung bei der gleichnamigen staatlichen Eisenhütte. 1824 wurden im umliegenden Gebiet, an den Flüssen Is, Wyja und Tura, Seifenlagerstätten von Gold und Platin entdeckt, welche zeitweise mehr als die Hälfte der Förderung dieser Metalle im Uralgebiet gewährleisteten. In der Mitte des 19. Jahrhunderts (1852–1862) gab es im Ort eine Waffenfabrik, die später (1889–1893) in ein Gefängnis für politische Gefangene umgewandelt und unter dem Namen Schlüsselburg des Ural bekannt wurde. Die Revolutionäre Jakow Swerdlow, Fjodor Sergejew (Artjom) und Iwan Malyschew waren nach Nischnjaja Tura verbannt.
Trotz seiner früheren relativen Bedeutung erhielt der Ort erst 1949 die Stadtrechte, nachdem es seit dem 11. Januar 1927 den Status einer Siedlung städtischen Typs besessen hatte.
Der Name der Stadt bezieht sich auf die Lage am Fluss Tura; nischnjaja bedeutet untere, im Gegensatz zur Stadt Werchnjaja Tura/ Obere Tura.

### Bevölkerungsentwicklung
| Jahr | Einwohner |
| ---- | --------- |
| 1939 | 5.363     |
| 1959 | 20.638    |
| 1970 | 19.562    |
| 1979 | 22.926    |
| 1989 | 26.268    |
| 2002 | 24.247    |
| 2010 | 22.006    |

Anmerkung: Volkszählungsdaten

## Kultur und Sehenswürdigkeiten
In Nischnjaja Tura existiert ein Heimatmuseum.

## Wirtschaft
Nischnjaja Tura ist Verwaltungs- und Wirtschaftszentrum eines bedeutenden Bergbaugebietes. Neben entsprechenden Betrieben des Maschinenbaus, des Elektroapparatebaus und der Bauwirtschaft (Mineralwolle) gibt es Forstwirtschaft und Lebensmittelindustrie.
Nahe der Stadt befindet sich das Untere-Tura-Wärmekraftwerk (Нижнетуринская ГРЭС/ Nischneturinskaja GRES). An der Stadt führen Erdöl- und Erdgaspipelines vorbei, die hier Steuer- und Pumpstationen haben.

## Söhne und Töchter der Stadt
- Pawel Obuchow (1820–1869), russischer Bergbauingenieur und Metallurg